# Liste der Bodendenkmale in Seeland (Sachsen-Anhalt)
In der Liste der Bodendenkmale in Seeland (Sachsen-Anhalt) sind alle Bodendenkmale der Gemeinde Seeland und ihrer Ortsteile aufgelistet. Grundlage ist die Veröffentlichung der Landesdenkmalliste mit Stand vom 25. Februar 2016.  Die Baudenkmale sind in der Liste der Kulturdenkmale in Seeland (Sachsen-Anhalt) aufgeführt.
| Denkmal-ID | Fundart             | Ortsteil    | Bezeichnung                     | Zeitstellung | Lage                                                                                             | Bemerkungen | Bild                 |
| ---------- | ------------------- | ----------- | ------------------------------- | ------------ | ------------------------------------------------------------------------------------------------ | --- | -------------------- |
| 428300367  | Befestigung > Burg  | Gatersleben | Wasserburg                      | Mittelalter  | N-Ortsrand (Lage)                                                                                | Rechteckiger Wohnturm, Gesamtanlage durch Gutsbauten des 19. Jh. überbaut, auf Nordost-Seite noch älteste Bausubstanz. Auch als Kulturdenkmal geführt | Burgturm Gatersleben |
| 428311135  | Befestigung         | Gatersleben | Wartturm Gaterslebener Warte    | undatiert    | 3,7 km ONO von Quedlinburg-Groß Orden, an der Landstraße K2361 nördlich der B6n (Fpl. 17) (Lage) | Ruine des Rundturms hälftig erhalten. Auch als Kulturdenkmal geführt                                                                                  | Gaterslebener Warte  |
| 428300378  | Grabmal > Grabhügel | Schadeleben | Grabhügel „Philipps Galgenberg“ | Neolithikum  | 4,0 km N vom Ort ()                                                                              | Durch Landwirtschaft abgeschleppt. |                      |
| 428311148  | Befestigung         | Schadeleben | Grabhügel                       | undatiert    | nördlich von Schadeleben (Lage)                                                                  | Durchmesser ca. 25 m, Höhe 1–1,3 m, westl. Randbereich begradigt. Auf dem Hügel bis ins 20. Jh. eine Windmühle.                                       |                      |